# 登龍峠
登龍峠（のぼりょうとうげ）は、東京都八丈町にある峠。国土地理院の表記では登竜峠であるが、一般には登龍峠と書かれることが多い。名称の由来は、この道を下から見ると龍が天に登るかのように見えることからという。
八丈島の南東部に位置し、東白雲山の北北東にあたる。東京都道215号八丈循環線が通過しており、前後は曲がりくねった坂道となっている。
頂上には展望台が設けられており、八丈富士、神止山、八丈小島、底土港（神湊港）、三根市街が一望できる。晴天時には三宅島、御蔵島まで見渡せる。その優れた眺望から「登龍峠の展望」として新東京百景のひとつに選定されている。